# Luis Vallejo y Real de Azúa
Luis Vallejo y Real de Azúa (Bilbao, 18 de febrero de 1901-Guecho, 27 de noviembre de 1964) fue un arquitecto español, de estilo racionalista y miembro del GATEPAC. Su trayectoria profesional fue corta, ya que se retiró en 1932.

## Trayectoria
Nació en Bilbao en 1901, hijo del abogado Emilio Vallejo Arana y de Sofía Real de Asúa Arano. Estudió en la Escuela Técnica Superior de Arquitectura de Madrid, donde se tituló en 1926. Tras regresar a su ciudad natal trabajó en el estudio de Manuel María de Smith. Su primera obra fue la casa del cura del Patronato en Santurce (1927), construida todavía en un estilo académico.
En 1928 participó en la Exposición de Artistas Vascos en San Sebastián, con un proyecto de una casa de campo junto al mar. Al año siguiente, asistió con José Manuel Aizpurúa al I Congreso Internacional de Arquitectura Moderna (CIAM) en La Sarraz (Suiza), donde entró en contacto con la vanguardia arquitectónica internacional. En el II Congreso, celebrado en Frankfurt, presentó un proyecto de vivienda mínima, una tipología de moda en la época, especialmente en Alemania (Existenzminimum). Su propuesta, cercana al neoplasticismo neerlandés, se centraba en un estudio científico de las células de vivienda, que proyectó en módulos en forma de L.
En la Exposición de Arquitectura y Pintura Modernas en el Ateneo Guipuzcoano de San Sebastián, celebrada en 1930, presentó igualmente su proyecto de vivienda mínima, así como un proyecto de viviendas para alumnos internos del Hospital de Bilbao y un club de golf. Esta exposición fue el germen del GATEPAC (Grupo de Arquitectos y Técnicos Españoles para el Progreso de la Arquitectura Contemporánea), constituido en Zaragoza el 26 de octubre de 1930 con tres subgrupos: Centro, ubicado en Madrid; Este o GATCPAC, en Cataluña; y Norte, situado en el País Vasco, el cual contaba con Luis Vallejo, José Manuel Aizpurúa y Joaquín Labayen. El grupo tenía como finalidad «contribuir en nuestro país al desarrollo de la nueva orientación universal en arquitectura y de resolver y estudiar los problemas que se presentan en su adaptación a nuestro medio». El grupo fue miembro del CIAM, y como órgano difusor de sus actividades publicaron una revista, A. C. Documentos de Actividad Contemporánea (1931-1937), editada en Barcelona. En 1933 los grupos norte y centro se disolvieron, con lo que quedó únicamente el GATCPAC como grupo activo hasta el final de la Guerra Civil.
Vallejo colaboró con A.C. con varios artículos, además de ocuparse de distribuir la revista en Bilbao. En esta revista publicó su proyecto del Hospital de Bilbao, así como otro de un edificio de viviendas para empleadas solteras igualmente en Bilbao.
En 1931 Vallejo asistió junto con Josep Lluís Sert al III Congreso del CIAM celebrado en Bruselas. Ese año diseñó un proyecto de bloque de 160 apartamentos para la Sociedad Santa Lucía de Bilbao, que habría consistido en un edificio lineal con servicios generales centralizados en cada planta y en la baja.
Al año siguiente participó con Juan de Madariaga en un concurso de viviendas municipales para Solokoetxe organizado por el ayuntamiento de Bilbao, en el que ganaron el segundo premio. También en 1932 realizó el grupo escolar de Errotatxueta (actualmente desaparecido), por encargo de la Federación de Escuelas Vascas. Construido entre 1932 y 1933, era una construcción temporal en madera que seguía las pautas de la arquitectura escolar de la Europa del momento. El complejo estaba formado por un edificio rectangular de planta baja y tres elementos dispuestos en L, como en la mayoría de sus proyectos.
Desde entonces fue abandonando paulatinamente la arquitectura, dedicado a los negocios familiares. Durante la guerra civil española fue encarcelado por su simpatía política cercana al nacionalismo vasco.